# Peter Bol
Peter Bol (ur. 22 lutego 1994) – australijski lekkoatleta specjalizujący się w biegach długodystansowych.
W 2016 reprezentował Australię na igrzyskach olimpijskich w Rio de Janeiro, podczas których odpadł w eliminacjach biegu na 800 metrów. Na tym samym etapie kończył rywalizację podczas mistrzostw świata w Londynie (2017) i w Dosze (2019).
W 2021 zajął czwarte miejsce na igrzyskach olimpijskich w Tokio. Rok później był siódmy na mistrzostwach świata w Eugene oraz zdobył srebrny medal igrzysk Wspólnoty Narodów w Birmingham.
Złoty medalista mistrzostw Australii.

## Osiągnięcia
| Rok  | Impreza                    | Miejsce        | Konkurencja        | Pozycja    | Wynik   |
| ---- | -------------------------- | -------------- | ------------------ | ---------- | ------- |
| 2016 | Igrzyska olimpijskie       | Rio de Janeiro | bieg na 800 metrów | eliminacje | 1:49,36 |
| 2017 | Mistrzostwa świata         | Londyn         | bieg na 800 metrów | eliminacje | 1:49,65 |
| 2019 | Mistrzostwa świata         | Doha           | bieg na 800 metrów | eliminacje | 1:46,92 |
| 2021 | Igrzyska olimpijskie       | Tokio          | bieg na 800 metrów | 4. miejsce | 1:45,92 |
| 2022 | Mistrzostwa świata         | Eugene         | bieg na 800 metrów | 7. miejsce | 1:45,51 |
| 2022 | Igrzyska Wspólnoty Narodów | Birmingham     | bieg na 800 metrów | 2. miejsce | 1:47,66 |
| 2023 | Mistrzostwa świata         | Budapeszt      | bieg na 800 metrów | eliminacje | 1:46,75 |

## Rekordy życiowe
- bieg na 800 metrów (stadion) – 1:42,55 (2025) rekord Australii i Oceanii
- bieg na 800 metrów (hala) – 1:47,70 (2019)
- bieg na 1500 metrów – 3:34,52 (2023)